# Lijst058
Lijst058 is een Nederlandse lokale politieke partij in Leeuwarden die is opgericht door Otto van der Galien in 2017.
De partij zegt op te komen voor de rechten van de lokale burger. Tijdens de verkiezingen van 22 november 2017 deed de partij voor het eerst mee. De partij behaalde toen twee zetels.
Otto van der Galiën vormt samen met Selo Boxman het gezicht van de partij in de gemeente Leeuwarden.